# Bernhard Stäber

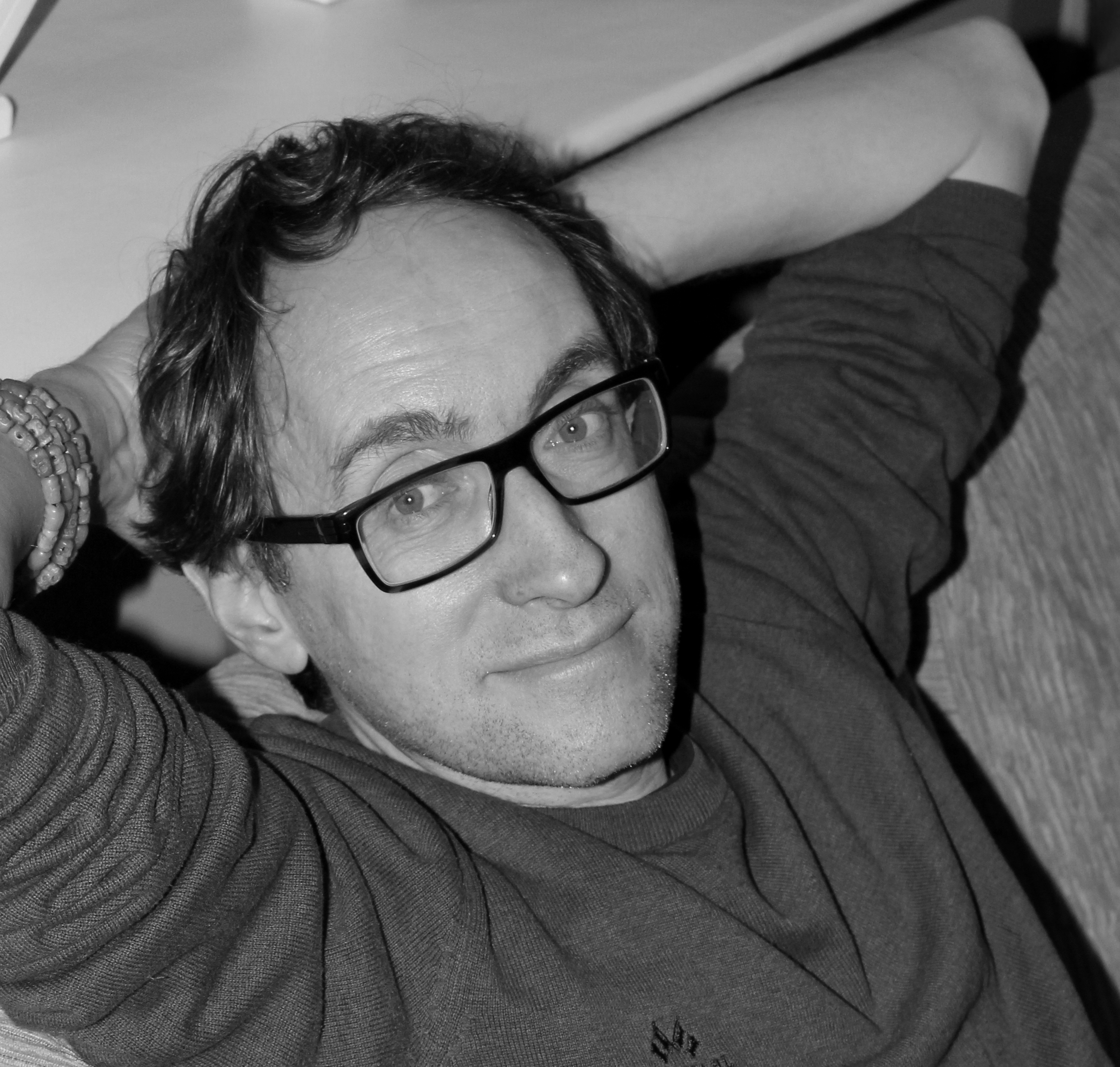
Bernhard Stäber (2018 in Norwegen)

Bernhard Stäber (* 7. April 1967 in München) ist ein deutscher Schriftsteller, Lektor und Übersetzer. Er veröffentlicht auch unter dem Pseudonym Robin Gates.

## Leben und Werk
Bernhard Stäber schloss 1990 an der städtischen Berufsschule für Gartenbau und Floristik in München eine Gärtnerausbildung ab und beendete 1996 an der Evangelischen Fachhochschule für Sozialarbeit und Sozialpädagogik Berlin sein Studium als diplomierter Sozialarbeiter. Er arbeitete in Berlin und Hannover in der Sozialpsychiatrie und der Kinder- und Jugendhilfe. 2012 zog er nach Norwegen, wo er seitdem seinen ständigen Wohnsitz hat.
Bernhard Stäber schreibt hauptsächlich in den Bereichen Fantastik und Thriller. Neben seinen Romanen veröffentlichte er zahlreiche Kurzgeschichten in unterschiedlichen Anthologien und übersetzte Sachbücher und Belletristik aus dem Englischen. Darüber hinaus arbeitet er als freier Lektor.

## Werke

### Romane und Hörbücher als Bernhard Stäber
- Arne Eriksen ermittelt: Vaters unbekanntes Land, LYX Egmont Verlag, 2014, ISBN 978-3-8025-9579-0, Neuauflage (E-Book) beThrilled by Bastei Entertainment 2016, ISBN 978-3-7325-4233-8, Hörbuch: 2014, Audible
- Arne Eriksen ermittelt: Kalt wie Nordlicht, LYX Egmont Verlag, 2016, ISBN 978-3-8025-9589-9, Neuauflage (E-Book) beThrilled by Bastei Entertainment 2017, ISBN 978-3-7325-4234-5, Hörbuch: 2016, Audible
- Arne Eriksen ermittelt: Kein guter Ort, beThrilled, 2017, ISBN 978-3-7413-0043-1, E-Book: beThrilled by Bastei Entertainment 2017, ISBN 978-3-7325-4235-2
- Gesamtausgabe Arne Eriksen ermittelt (E-Book) beThrilled by Bastei Entertainment, 2018, ISBN 978-3-7325-6346-3
- Raubtierstadt, Acabus Verlag, 2019, ISBN 978-3-86282-650-6, E-Book: Acabus Verlag, 2019, ISBN 978-3-86282-651-3
- Wächter der Weltenschlange 1. Jormungands Erbe, Edition Roter Drache, 2020, ISBN 978-3-946425-91-5.
- Wächter der Weltenschlange 2. Midgards Schild, Edition Roter Drache, 2021, ISBN 978-3-96815-016-1.
- Dunkles Abbild. edition Krimi, 2022, ISBN 978-3948972707, E-book edition Krimi, 2022, ISBN 978-3948972714
- Wenn Menschen Märchen sind: Eine Herbstlande-Novelle, Verlag Torsten Low, 2023, ISBN 978-3966290357
- Kalt wie die Nacht: Ein Fall für Wolf Larsen, Band1, Lübbe, 2025, ISBN 978-3404196180, E-Book: beThrilled, 2025, ISBN 978-3751743402, Audiobuch: Lübbe Audio, 2025

### Werke unter dem Pseudonym Robin Gate
- Der Harfner und der Geschichtenerzähler, Band 1, Heiden-Verlag, 2003, ISBN 978-3-937674-01-8 Neuauflage 2016, ISBN 978-3-95962-321-6.
- Der Harfner und der Geschichtenerzähler, Band 2, Heiden-Verlag, 2004, ISBN 978-3-937674-02-5
- Der Harfner und der Geschichtenerzähler, Band 3, Heiden-Verlag, 2004, ISBN 978-3-937674-03-2
- Gesamtausgabe von Der Harfner und der Geschichtenerzähler (E-Book) mKrug Verlag, 2011, ISBN 978-3-902607-66-9
- Runlandsaga: Sturm der Serephin, Otherworld-Verlag, 2008, ISBN 978-3-902607-02-7
- Runlandsaga: Feuer im Norden, Otherworld Verlag, 2008, ISBN 978-3-902607-14-0
- Runlandsaga: Wolfzeit, Otherworld Verlag, 2009, ISBN 978-3-902607-17-1
- Runlandsaga: Die Schicksalsfestung, Otherworld Verlag, 2010, ISBN 978-3-8000-9528-5
- Dilmun – Jäger des ewigen Lebens, Ueberreuter, 2012, ISBN 978-3-8000-5689-7, Neuauflage (E-Book) unter dem Titel: Dilmun – Suche nach dem ewigen Leben, beBeyond by Bastei Entertainment, 2017, ISBN 978-3-7325-5116-3
- Feuermuse, E-Book Gmeiner-Verlag, 2015, ISBN 978-3-7349-9326-8, Neuauflage Edition Roter Drache, 2016, ISBN 978-3-946425-13-7

## Preise und Nominierungen
- Longlist-Nominierung für den Fantasypreis Seraph 2016 für Feuermuse in der Kategorie „bestes Buch“.[3]